# Gheorghe Sarău
Gheorghe Sarău, né le 21 avril 1956 à Segarcea-Vale en Roumanie, est un linguiste roumain spécialiste de la langue romani. Il est l’auteur de plusieurs livres et manuels romanis, et joue un rôle important dans le processus de standardisation de la langue romani.
Il a étudié à la faculté des langues et littératures étrangères de l’université de Bucarest, section russe-hongrois, où il est diplômé en 1983. Durant ses études, il a aussi étudié le bulgare, l’espagnol, l’allemand, l’anglais et le français. C’est là qu’il a lu le livre de Jean Vaillant sur les Roms contenant une introduction à la langue romani. Il apprend alors la langue par lui-même. Il a publié de nombreux articles et ouvrages sur la langue romani et a participé à de nombreuses conférences concernant cette langue.